# Battlefield 1942: Secret Weapons of WWII
Battlefield 1942: Secret Weapons of WWII – gra komputerowa z gatunku first-person shooter w realiach II wojny światowej, wyprodukowana przez Digital Illusions CE i wydana w 2003 przez Electronic Arts. Jest to dodatek do gry Battlefield 1942. Dodaje on nowe bronie, pojazdy, zarówno stosowane podczas wojny, jak i eksperymentalne.